# Ellington at Newport
| Recensione                          | Giudizio |
| ----------------------------------- | -------- |
| AllMusic                            | [ 1 ]    |
| The Rolling Stone Jazz Record Guide | [ 2 ]    |

Ellington at Newport è un album Jazz del live della Duke Ellington Orchestra al Newport Jazz Festival nel 1956 pubblicato dalla Columbia Records. Documenta la storica esibizione all'evento che riscosse un ampio successo e rivitalizzò l'allora sofferente carriera di Duke Ellington, a tal punto da essere definito da George Wein come "la più grande performance nell'intera carriera di Duke Ellington". 
L'album è stato incluso nel libro 1001 Albums You Must Hear Before You Die e descritto come "uno dei dischi più famosi... della storia del Jazz".

## Contesto
La popolarità di Duke Ellington e della sua band era calata con l'ascesa del bebop. Molte big band si sciolsero definitivamente verso la metà degli anni cinquanta, ma la Duke Ellington Orchestra resistette al declino dello swing, anche se con ingaggi ridimensionati ed un minore interesse da parte del pubblico: la formazione aveva fatto qualche tournée in Europa nei primi anni cinquanta, Duke Ellington finanziava personalmente la band grazie ai diritti d'autore ricavati dalle sue composizioni e all'epoca del festival di Newport del '56, l'orchestra non aveva un contratto discografico.

## Concerto

### Inizio
Duke Ellington e la sua orchestra arrivarono al Newport Jazz Festival quando le manifestazioni musicali riservate al Jazz erano ancora relativamente una novità. La Duke Ellington Orchestra fu l'unica big band ad esibircisi. Il primo, breve set iniziò alle 20:30 ed incluse l'esecuzione dei brani The Star Spangled Banner, Black and Tan Fantasy e Tea for Two. Questo show fu portato a termine senza la presenza dei membri dell'orchestra al completo, poiché non si riuscì a trovarli tutti all'inizio dello spettacolo.
Dopo le esibizioni degli altri gruppi in cartellone, i restanti membri dell'orchestra furono scovati ed iniziò lo spettacolo principale. Duke Ellington fece partire le danze con la classica Take the "A" Train, seguita da una sua nuova composizione scritta a quattro mani con Billy Strayhorn, una suite in tre parti: Festival Junction, Blues to Be There, e Newport Up. La suite era stata concepita come punto focale dello show, ma la reazione del pubblico non fu così entusiasta come previsto.
Conclusa la suite, Duke Ellington chiamò Harry Carney al sassofono baritono per l'esecuzione di Sophisticated Lady. Poi l'orchestra suonò Day In, Day Out. Successivamente, Duke Ellington annunciò al pubblico che la band avrebbe rispolverato "qualcuno dei nostri vecchi pezzi del 1938": un paio di blues, Diminuendo in Blue e Crescendo in Blue con un contributo importante da parte del sassofonista Paul Gonsalves.

### L'assolo di Gonsalves
Già da diversi anni prima dell'esibizione a Newport, Duke Ellington stava sperimentando la rielaborazione di suoi vecchi classici; la pubblicazione di uno dei suoi concerti alla Carnegie Hall degli anni quaranta presentava questi due vecchi blues con un passaggio vocale scat, Transbluecency, ma per il concerto di Newport, scelse di rimpiazzarlo con un assolo di sassofono, affidato a Paul Gonsalves, e provato nei giorni precedenti allo show. L'assolo partì dopo il break pianistico alla conclusione di Diminuendo in Blue.
L'esecuzione del lungo assolo con all'interno dell'improvvisazione solista la citazione di ben quattordici ritornelli diversi, riscosse ampi consensi e diede fama e fortuna ad Duke Ellington per tutto il resto della sua carriera. L'assolo al sassofono di Paul Gonsalves fu supportato dal bassista Jimmy Woode, dal batterista Sam Woodyard, e dai contrappunti pianistici dello stesso Duke Ellington (con diversi altri membri della band anch'essi udibili su nastro) che incitava a proseguire: «Come on, Paul — dig in! Dig in!». Quando l'assolo terminò Paul Gonsalves crollò esausto, e Duke Ellington suonò al piano prima che la band al completo riattaccasse Crescendo in Blue, terminando con le note squillanti della tromba di Cat Anderson.

### Finale
Dopo l'esibizione, il pubblico era in delirio. Duke Ellington calmò la folla annunciando: «If you've heard of the saxophone, then you've heard of Johnny Hodges» e allora, Johnny Hodges suonò due brani: I Got It Bad (and That Ain't Good) e Jeep's Blues. Dato che la folla si rifiutava di andarsene e di ritenere finito il concerto, Duke Ellington chiamò Ray Nance a cantare Tulip or Turnip.
Duke Ellington disse all'annunciatore che avrebbe terminato lo show e ringraziato il pubblico, ma invece annunciò di avere una "richiesta pressante da parte della gente per Sam Woodyard in Skin Deep", scritto dal precedente batterista Louis Bellson. L'assolo di batteria fu l'ultimo numero dello spettacolo, seguito da un discorso finale di Duke Ellington sulle note di Mood Indigo. Nel suo discorso, ringraziò il pubblico per lo "splendido modo nel quale ci avete ispirato stasera", terminando poi con la sua frase abituale di commiato dal palco: «You are very beautiful, very lovely and we do love you madly!».

## Registrazione
La Columbia Records registrò l'intero concerto e poco tempo dopo ne pubblicò l'album. Il disco ebbe un enorme successo, e Duke Ellington apparve persino sulla copertina di Time, con un ritorno di popolarità e di rinnovato interesse nei suoi confronti che durò per tutto il resto della sua vita. Alcuni dei suoi album migliori furono pubblicati nella decade seguente e oltre, fino a quando l'età avanzata e i problemi di salute gli permisero di continuare.
Nel 1996, fu ritrovato un nastro negli archivi della trasmissione radiofonica Voice of America che cambiò totalmente le carte in tavola svelando la vera storia dell'esibizione di Newport Jazz Festival. Saltò fuori che l'album del 1956 non rispecchiava la vera esibizione di Duke Ellington, ma che aveva subito pesantissime manipolazioni in studio di registrazione. Brani eseguiti in studio erano stati mixati con varie registrazioni dal vivo condite con applausi artificiali. Solamente il 40% circa delle registrazioni pubblicate nel 1956 erano veramente live. La ragione di queste manipolazioni in post-produzione fu da imputarsi a Duke Ellington, al quale sembrava che l'esecuzione della suite suonata al festival non fosse all'altezza dei suoi abituali standard di qualità, e quindi decise di registrare una nuova versione migliore per l'inclusione sull'album. Il produttore George Avakian fece quanto richiesto e chiese alla band di entrare in studio immediatamente dopo la conclusione del festival per reincidere il tutto, mixando la nuova versione in studio con porzioni della versione live. I finti applausi furono aggiunti per nascondere il fatto che Paul Gonsalves aveva suonato per tutto il tempo nel microfono sbagliato e quindi era spesso inaudibile.
Nella riedizione su CD datata 1999, la versione "integrale" senza i ritocchi in studio della Voice of America venne mixata insieme alla versione live dei nastri in possesso della Columbia Records utilizzando la tecnologia digitale per creare una vera registrazione stereofonica del concerto, questa volta con l'assolo di Paul Gonsalves udibile chiaramente. Questa nuova versione del concerto venne pubblicata con il titolo Ellington at Newport (Complete), presentando in versione restaurata e completa una delle più storiche esibizioni dell'orchestra di Duke Ellington.

## Tracce

### Versione LP 1956:Ellington at Newport
Lato A
1. Festival Junction - 10:08
2. Blues to Be There - 8:04
3. Newport Up - 5:33

Lato B
1. Jeep's Blues - 5:12
2. Diminuendo and Crescendo in Blue - 14:56

### Edizione CD 1999:Ellington at Newport (Complete)
Disc 1
1. The Star Spangled Banner - 1:10
2. Father Norman O'Connor Introduces Duke & the Orchestra / Duke Introduces Tune & Anderson, Jackson & Procope - 3:36
3. Black and Tan Fantasy - 6:21
4. Duke Introduces Cook & Tune - 0:26
5. Tea for Two - 3:34
6. Duke & Band Leave Stage / Father Norman Talks About The Festival - 2:30
7. Take the "A" Train - 4:27
8. Duke Announces Strayhorn's A Train & Nance / Duke Introduces Festival Suite, Part I & Hamilton - 0:41
9. Part I - Festival Junction - 8:10
10. Duke Announces Soloists; Introduces Part II - 0:38
11. Part II - Blues to Be There - 7:09
12. Duke Announces Nace & Procope; Introduces Part III - 0:19
13. Part III - Newport Up - 5:33
14. Duke Announces Hamilton, Gonsalves & Terry / Duke Introduces Carney & Tune - 0:25
15. Sophisticated Lady - 3:52
16. Duke Announces Grissom & Tune - 0:17
17. Day In, Day Out - 3:50
18. Duke Introduces Tune(s) and Paul Gonsalves Interludes - 0:23
19. Diminuendo In Blue and Crescendo In Blue - 14:20
20. Announcements, Pandemonium - 0:44
21. Pause Track - 0:06

Disc 2
1. Duke Introduces Johnny Hodges - 0:18
2. I Got It Bad (and That Ain't Good) - 3:38
3. Jeep's Blues - 4:36
4. Duke Calms Crowd; Introduces Nance & Tune - 0:42
5. Tulip or Turnip - 2:49
6. Riot Prevention - 1:08
7. Skin Deep - 9:13
8. Mood Indigo - 1:30
9. Studio Concert (Excerpts) - 1:15
10. Father Norman O'Connor Introduces Duke Ellington / Duke Introduces New Work, Part I & Hamilton - 1:02
11. Part I - Festival Junction - 8:46
12. Duke Announces Soloists; Introduces Part II - 0:32
13. Part II - Blues To Be There - 7:48
14. Duke Announces Nance & Procope; Introduces Part III" - 0:16
15. Part III - Newport Up - 5:20
16. Duke Announces Hamilton, Gonsalves & Terry / Pause / Duke Introduces Johnny Hodges - 0:41
17. I Got It Bad (And That Ain't Good) - 3:47
18. Jeep's Blues - 4:31
19. Pause Track - 0:06

- Tracce 9-19 del CD2 non fanno parte dell'esibizione originale.

## Formazione
- Harry Carney - Sax Baritono
- John Willie Cook - tromba
- Duke Ellington - pianoforte
- Paul Gonsalves - Sax Tenore
- Jimmy Grissom - voce
- Jimmy Hamilton - Sax Tenore
- Johnny Hodges - Sax Alto
- Quentin Jackson - trombone
- William "Cat" Anderson - tromba
- Ray Nance - voce
- Willis R. Nance - tromba
- Russell Procope - Sax Alto
- John Sanders - trombone
- Clark Terry - tromba
- James Woode - contrabbasso
- Britt Woodman - trombone
- Sam Woodyard - batteria